# Luciano Nieto
Luciano Federico Nieto (Buenos Aires, Argentina, 19 de enero de 1991) es un futbolista argentino. Juega como mediocentro y su equipo actual es el  Club Atlético Temperley.

## Trayectoria

### Huracán
Convirtió su primer gol en el Apertura 2010, donde encajó un increíble derechazo de afuera del área, que le dio el triunfo por 2 - 1 a Huracán contra Quilmes.

### Petrolul Ploiești
En agosto de 2012 es cedido a préstamo al club FC Petrolul Ploiești de la Primera División de Rumania pero regresó en septiembre tras tener problemas con la transferencia.

### Aragua Fútbol Club
Tras su regreso a Huracán y no tener mucha continuidad fue transferido al joven club venezolano, Aragua Fútbol Club de la Primera División de Venezuela, con el que tuvo un buen desempeño en el tramo final de la temporada 2012/13. Por su parte, en el Apertura 2013, disputó muy pocos encuentros.

### Estudiantes
En busca de disputar más partidos, a comienzos del año 2014 arribó a Estudiantes (BA) para afrontar la etapa final de la Primera B 2013/14. Arrancó como suplente pero tras buenas actuaciones, empezó a ser titular en la recta final del campeonato. Para el Campeonato 2014 jugó la mayoría de los partidos en un gran nivel, aunque el ascenso finalmente no se concretó. Por su parte, también se destacó en la Copa Argentina 2013/14. Sin embargo, a principios de 2015 terminó su préstamo con la institución y volvió a Huracán, club dueño de su pase.

### Huracán
A comienzos de 2015 se concretó su regreso a Huracán.

### Sport Boys - Perú
Para la temporada 2022 ficha por Sport Boys para afrontar la Liga 1 Perú y Copa Sudamericana 2022.

## Clubes
| Club                 | País          | Div.          | Año           | PJ  | Goles | Asistencias |
| -------------------- | ------------- | ------------- | ------------- | --- | ----- | ----------- |
| Huracán              | Argentina     | 1.ª           | 2008-2011     | 59  | 3     |             |
| Huracán              | Argentina     | 2.ª           | 2011-2012     | 18  | 2     |             |
| Aragua               | Venezuela     | 1.ª           | 2013          | 17  | 5     |             |
| Huracán              | Argentina     | 2.ª           | 2013          | 0   | 0     |             |
| Estudiantes (BA)     | Argentina     | 3.ª           | 2014          | 35  | 4     |             |
| Huracán              | Argentina     | 1.ª           | 2015          | 1   | 0     |             |
| Guillermo Brown      | Argentina     | 2.ª           | 2015-2016     | 27  | 2     |             |
| Brown de Adrogué     | Argentina     | 2.ª           | 2016-2018     | 62  | 9     |             |
| Sport Boys Warnes    | Bolivia       | 1.ª           | 2018-2019     | 46  | 5     |             |
| Brown de Adrogué     | Argentina     | 2.ª           | 2019-2020     | 21  | 3     |             |
| Chacarita Juniors    | Argentina     | 2.ª           | 2020-2021     | 33  | 5     | 3           |
| Sport Boys           | Perú          | 1.ª           | 2022          | 34  | 2     | 1           |
| Temperley            | Argentina     | 2.ª           | 2023          | 35  | 3     | 5           |
| Universidad Católica | Ecuador       | 1.ª           | 2024-presente | 39  | 6     | 5           |
| Total carrera        | Total carrera | Total carrera | Total carrera | 427 | 49    | 14          |